# Biblioteca Municipal de San Francisco
La Biblioteca Municipal de San Francisco es una biblioteca ubicada en el barrio de San Francisco de Bilbao, País Vasco.

## Historia

### Biblioteca Popular de Marzana
En 1898 el ayuntamiento se planteó buscar un terreno para erigir un edificio adecuado para biblioteca abierta al público, ya que entonces se encontraba anexa al archivo, pero aún en febrero de 1900, 68 firmas individuales se suman a otras de los representantes de las sociedades obreras con sus sellos estampados además del comité local del Partido Socialista Obrero, el orfeón socialista, la Sociedad de Socorros Mutuos LA SOLIDARIDAD y la sociedad de artes y oficios de Bilbao para solicitar una biblioteca abierta.
Tras volver a pleno el asunto en diversas ocasiones en 1902 Felipe Carretero lo retoma y presenta en nombre del grupo socialista una moción para su definitiva apertura, opinando que "así atestiguaremos que Bilbao se preocupa no solo de su engrandecimiento material, sino que también del moral". El siguiente año fue el concejal republicano  Vicente Fatrás quien argumentaba que "en todos los Países adelantados, cada industrial u obrero no deja jamás de dedicar alguno de sus ratos de ocio a la lectura de revistas y libros que a su negocio, carrera u oficio se refiera". Y al ayuntamiento correspondería "llevarlo a la práctica creando en puntos céntricos, a la par que obreros, varias Bibliotecas Populares. Estos salones o bibliotecas serían instalados en lonjas fácilmente accesibles y estarían abiertas precisamente a las horas y días que no son de trabajo".

#### Proyecto de Marzana
Bajo la denominación ya de Biblioteca Popular de Marzana, por proyectarse ubicarla en el edificio escolar que hubo entre esa calle y la de San Francisco, en diciembre de 1903, se informa sobre el concurso de adjudicación de locales. Pese a no encontrar oposición, la iniciativa languidecía entre papeles aunque se estudió incluso la apertura en varias ubicaciones, entre ellas las escuelas del Tívoli.
En febrero de 1907 un informe recuerda el recorrido de la propuesta de biblioteca pública hasta llegar a concretarse en el proyectado local de las escuelas de Marzana (ahora calle San Francisco números 6 y 6 bis):
"El lugar que ocupan en el barrio de que se trata es muy céntrico, y ha de facilitar que se vean concurridos por la clase jornalera que es a quien principalmente se dedica esta institución de las bibliotecas populares". 
El presupuesto destinado a obras y mobiliario de este servicio era "lo más reducidos y modestos posibles, pues por ahora se trata solamente de un ensayo, capaz de alcanzar desarrollo o destinado a morir, según los resultados que se obtengan. El presupuesto importa las dos mil trescientas sesenta y cuatro pesetas".
En junio de 1908 la sección de Fomento estaba todavía haciendo relación y presupuesto de las obras literarias que pudieran adquirirse “Incluyendo en ella obras políticas, literarias y económicas de toda clase de tendencias, sin excluir otras que las francamente pornográficas...”
Pese a manifestar ese deseo, se desató la polémica entre los grupos municipales debido a la diversidad de opiniones sobre los fondos bibliotecarios. Se aprobó una lista de títulos que los representantes de los grupos más tradicionalistas recurrieron ante el gobernador Civil y llegó a la corte de Madrid. Los concejales Alfredo Acebal (carlista) y Mariano de la Torre (nacionalista)  alegaban que algunas obras eran tendenciosas ideológicamente, enemigas de la religión oficial del Estado y la unidad de la patria "existiendo además libros de tendencias contrarias a la sociedad, que pueden servir para alterar la tranquilidad y proveer desórdenes". Se oponían a que una institución colaborase con la divulgación de semejantes ideas.El alcalde Gregorio Ibarreche esperaba la decisión de la superioridad y ya el 5 de febrero de 1910, siendo alcalde interino Vicente Fatrás se decreta cumplir el acuerdo de 1908 que aprobaba la primera selección de libros, sin censurar ninguno y agilizar el proceso de compra de los ejemplares, así como delegar en la Comisión de Fomento la propuesta para el nombramiento de personal.
Fue elegido por méritos Arturo Álvarez Troche, de 32 años, bachiller y profesor mercantil, vecino de Bilbao, calle del Cristo 17-1º, opositor a plaza de escribiente del ayuntamiento y profesor de idiomas. Tomó posesión del cargo el 17 de diciembre de 1910.

#### Apertura de la biblioteca
El 4 de abril de 1911 el alcalde Vicente Fatrás señala finalmente la apertura para el día siguiente, y así el 5 de abril de 1911 el jefe de la Sección de Fomento, Juan Ulpiano Migoya, hace constar que ese día ha quedado abierta la Biblioteca Popular de Marzana.
En 1914, dentro del movimiento generado para homenajear y dignificar la jubilación de Benito Pérez Galdós, el municipio decidió dedicarle una calle en el ensanche y dar su nombre a la hasta entonces Biblioteca Popular de Marzana.
En esa época disponía de 90 sillas y seguía atendida por el bibliotecario Álvarez Troche, trabajando además el maestro auxiliar Manuel Gordo y el auxiliar bibliotecario Asensio Linacero. En 1917 el bibliotecario era Ignacio María Villasante.
En 1919 Teofilo Guiard habla de que existían en Bilbao dos bibliotecas municipales populares, y una de ellas era la Biblioteca Pérez Galdós, ubicada en San Francisco. En 1927 se estableció por primera vez el servicio de préstamo y en la biblioteca se ofrecían ciclos de conferencias para hacer popular la cultura.

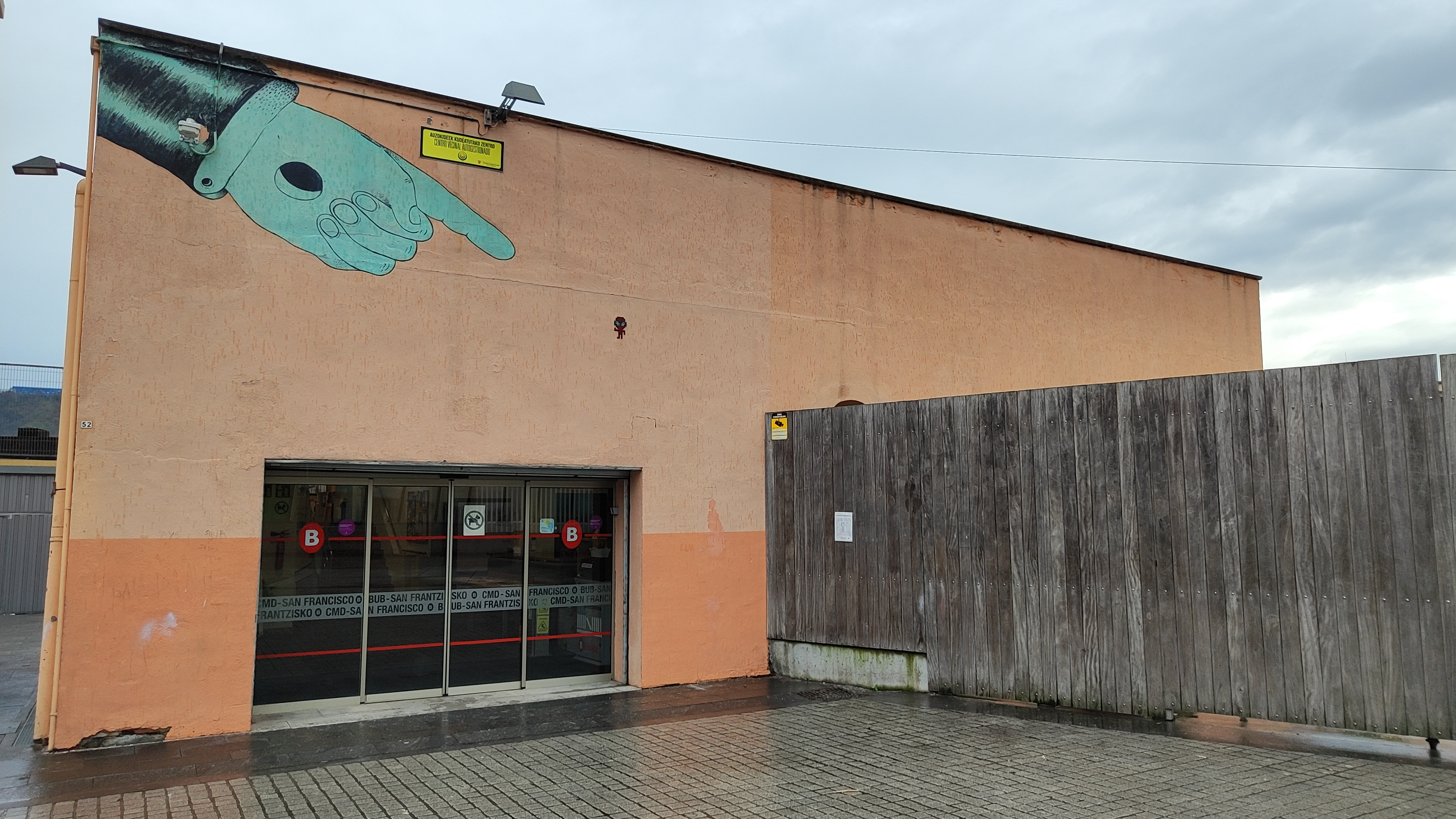
Acceso a la biblioteca y Centro Municipal de San Francisco.

En 1941 el ayuntamiento franquista se propuso reabrir una biblioteca popular en los Barrios Altos de Bilbao, "donde por la condición obrera de la inmensa mayoría de su censo es más necesaria que en ningún otro punto la apertura de centros instructivos y culturales".

#### Traslado a la plaza Corazón de María
En 1944 el director general de Archivos y Bibliotecas solicitó la habilitación de una biblioteca popular en las entonces recién inauguradas escuelas de San Francisco, en la actual plaza del Corazón de María, edificio que durante la II República fue el proyecto piloto Grupo Escolar Modelo Tomás Meabe y que desapareció tras la apertura de Miribilla Eskola.

En 1947 Fermín García Ezpeleta se encargó del estudio, selección y expurgo de los fondos de Marzana y los fondos considerados válidos se trasladaron a la ubicación en que desde entonces se encuentra la Biblioteca de San Francisco. El 23 de abril de 1947, las autoridades locales inauguraron y el párroco del barrio bendijo las instalaciones.El local donde se encontraba se denominaba Grupo Escolar de San Francisco.

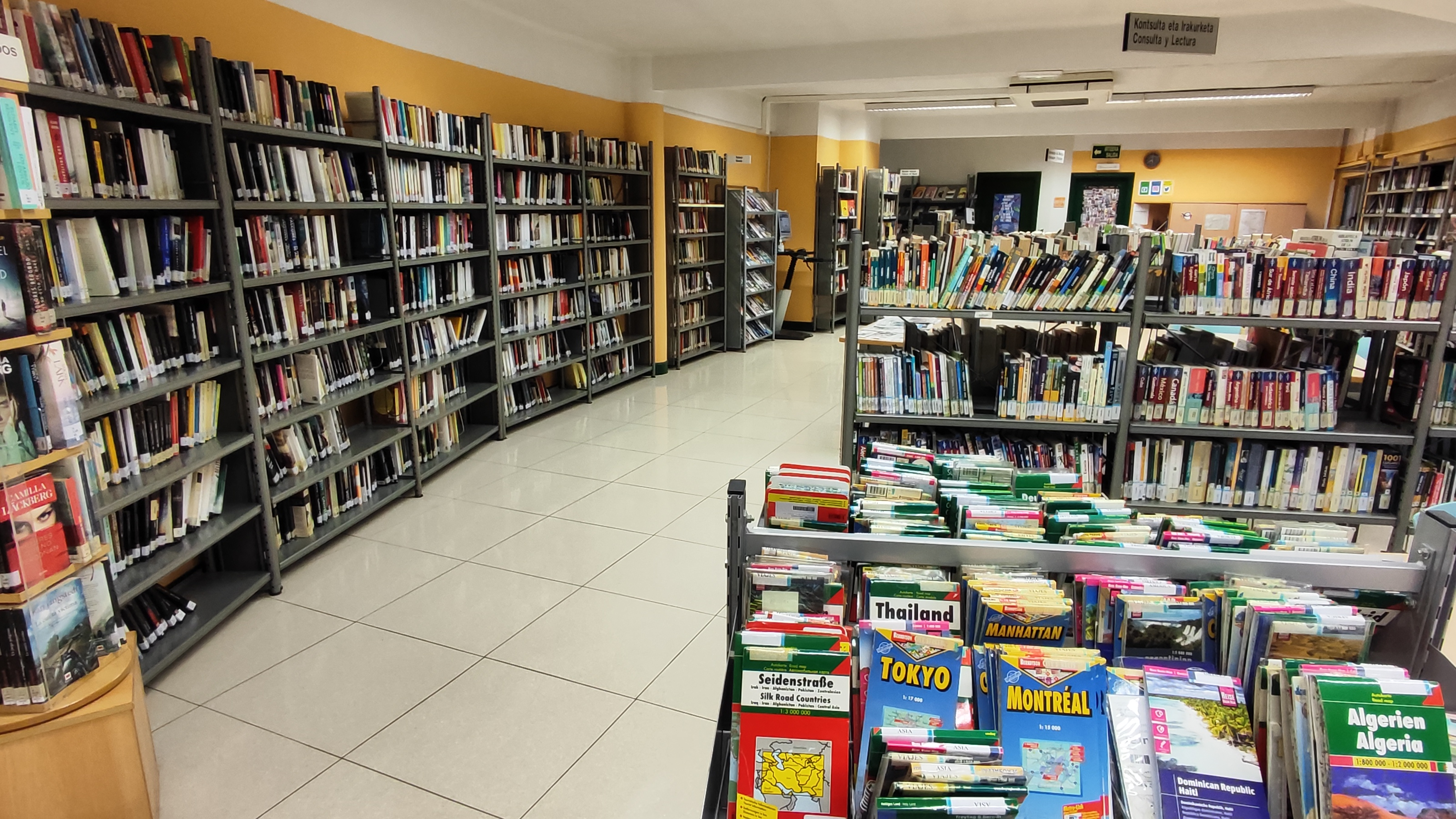
Interior de la biblioteca

"Por su carácter netamente popular se excluyeron obras especializadas y abundaron las de iniciación a los oficios y las artes, pretendiendo formar a los hombres en sus aspectos moral, nacional-católico y profesional" informaba La Gaceta del Norte.
También disponía de servicio de consulta de periódicos, revistas, además de obras literarias de autores casi exclusivamente españoles. Abría en invierno de 5 a 10 y en verano de 4 a 9.
En el año 1986 se realizó una renovación y en el 2001 fue ampliada e integrada en los locales del Centro Municipal de San Francisco.